# Niki Karimi
Niki Karimi (em idioma persa:نیکی کریمی Teerão, 10 de setembro de 1971) é uma atriz, cineasta e roteirista iraniana.